# Starla (telenovela)
Starla é uma telenovela filipina produzida por Dreamscape que estreou na ABS-CBN em 21 de janeiro de 2019, substituindo The General's Daughter. 

## Elenco

### Elenco principal
- Joel Torre como Gregorio "Mang Greggy" Dichaves
- Jana Agoncillo como Starla
- Enzo Pelojero como Buboy[1]
- Judy Ann Santos como Teresa "Tere" Dichaves[2]
- Meryll Soriano como Ester
- Joem Bascon como Dexter Soliman
- Raymart Santiago como Doc Philip

### Elenco de apoio
- Grae Fernandez como George
- Chantal Videla como Lena
- Bodjie Pascua como Mang Kulas
- Simon Ibarra como Kapitan Domeng
- Jerry O'Hara como Mang Apol
- Joel Saracho como Mang Ambo
- Kathleen Hermosa como Frida
- Janus del Prado como Boyong
- Jordan Herrera como Pedro
- Anna Luna como Lolita
- Marilen Cruz como Trining
- Matt Daclan como Javi
- Poppert Bernadas como Kanor
- Jimmy Marquez como Sylvester
- Alex Baena como Tonton
- Roanne Maligat
- Myel de Leon como Nova
- Raikko Mateo como Astro
- Chunsa Jeung como Celestia

## Exibição
| País/Região      | Emissora | Data de estréia      | Data de final         | Título |
| ---------------- | -------- | -------------------- | --------------------- | ------ |
| Filipinas        | ABS-CBN  | 7 de outubro de 2019 | 10 de janeiro de 2020 | Starla |
| Estados Unidos   | TFC      | outubro de 2019      | janeiro de 2020       | Starla |
| Canadá           | TFC      | outubro de 2019      | janeiro de 2020       | Starla |
| Japão            | TFC      | outubro de 2019      | janeiro de 2020       | Starla |
| Taiwan           | TFC      | outubro de 2019      | janeiro de 2020       | Starla |
| Hong Kong        | TFC      | outubro de 2019      | janeiro de 2020       | Starla |
| Malásia          | TFC      | outubro de 2019      | janeiro de 2020       | Starla |
| Indonésia        | TFC      | outubro de 2019      | janeiro de 2020       | Starla |
| Singapura        | TFC      | outubro de 2019      | janeiro de 2020       | Starla |
| Papua-Nova Guiné | TFC      | outubro de 2019      | janeiro de 2020       | Starla |
| Austrália        | TFC      | outubro de 2019      | janeiro de 2020       | Starla |
| Nova Zelândia    | TFC      | outubro de 2019      | janeiro de 2020       | Starla |
| Europa           | TFC      | outubro de 2019      | janeiro de 2020       | Starla |
| Médio Oriente    | TFC      | outubro de 2019      | janeiro de 2020       | Starla |